# Francesco Simonini

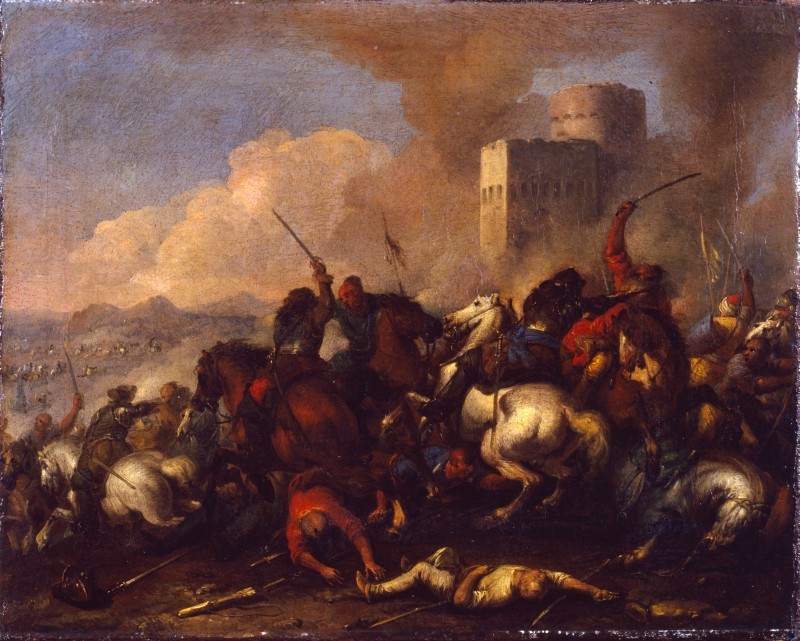
Scena di battaglia (scontro di cavalieri), 1716-1717 (Fondazione Cariplo)

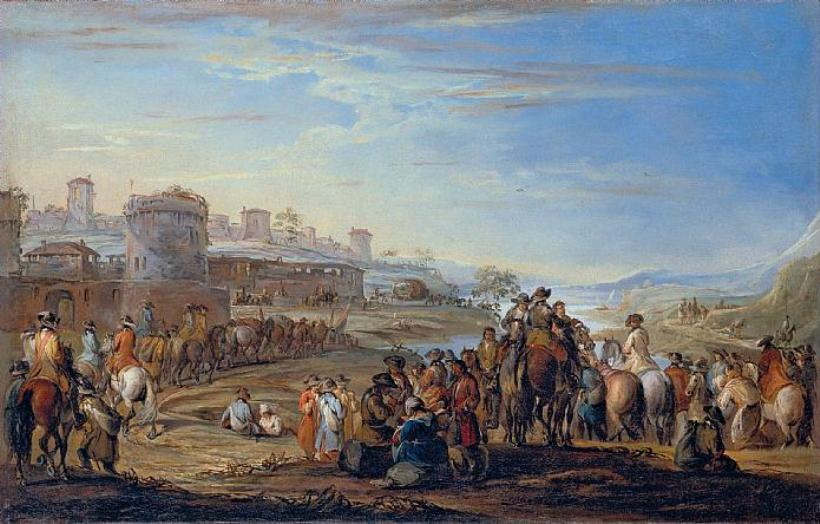
Francesco Simonini, Marcia di soldati.

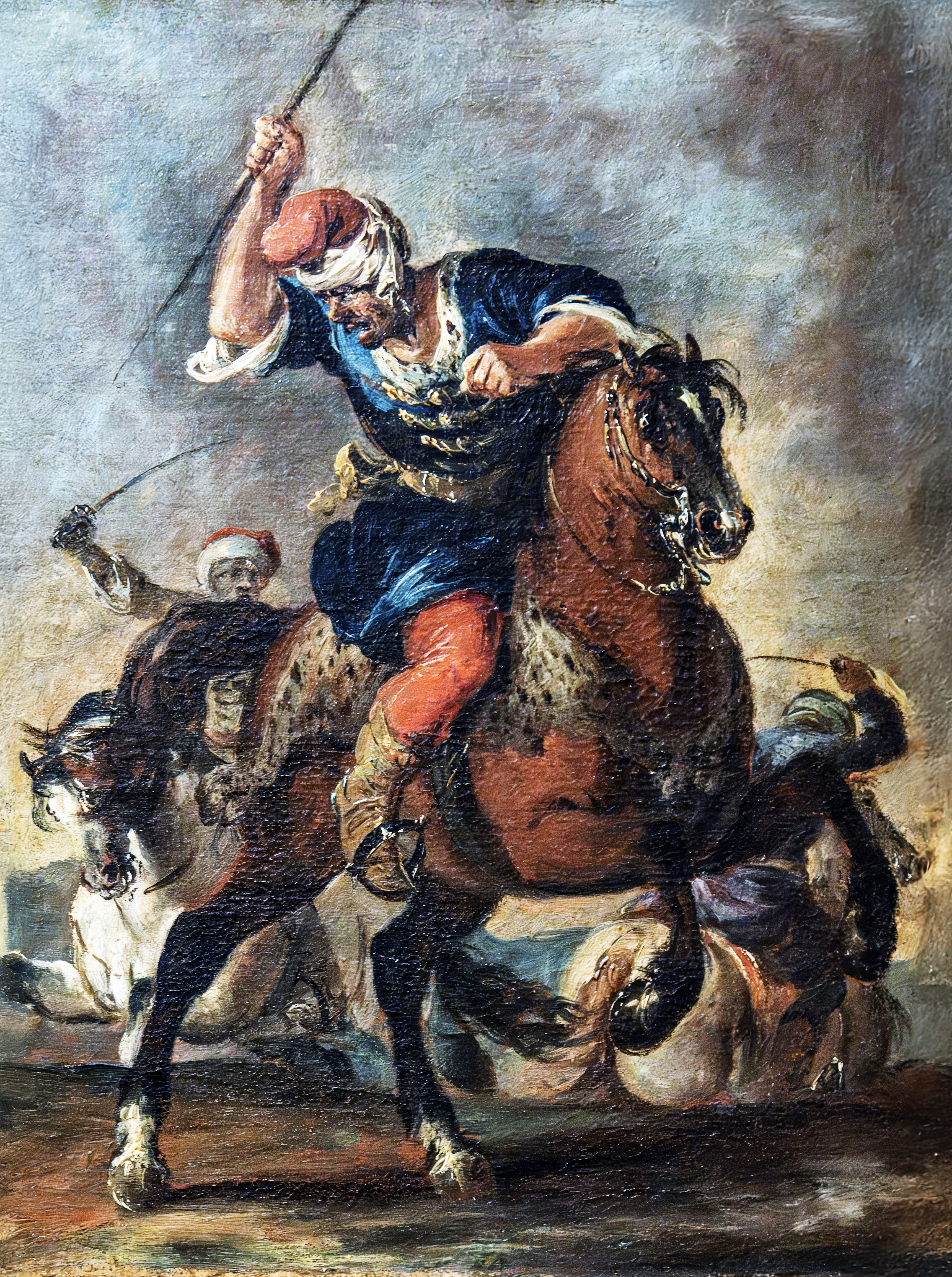
Francesco Simonini,
Cavaliere turco in battaglia.

Francesco Simonini (Parma, 16 giugno 1686 – Venezia o Firenze, 1753 o 1755) è stato un pittore italiano.

## Biografia
La sua data di nascita è registrata nel battistero di Parma (nr. 246), retrodatando così la precedente (1689) dalle fonti più antiche.
Si formò a Parma nella scuola di Francesco Monti detto il bresciano o il brescianino delle battaglie, sotto la guida di Ilario Spolverini anch'egli allievo del Monti.
Fornito di grande talento, seguendo la sua inclinazione a dipingere battaglie, acquistò grande reputazione in quel genere di pittura producendo anche molti disegni "caratterizzati da un vivace stile pittorico".
Lavorò a Firenze, presso i Signori di Casa Piccolomini, che gli diedero la possibilità di studiare le opere del Borgognone. In particolare, eseguì la copia di ventiquattro quadri di questo autore, accrescendo così la sua conoscenza e affinando le sue capacità.
Si trasferì in seguito a Roma, dove servì parecchi Cavalieri e cardinali.
Quindi, si recò a Bologna, dove istituì una scuola ed ebbe un buon successo sia nella pittura ad olio che ad acquerello. Lavorò per il Cardinal Ruffo, ambasciatore del papa in Bologna (carica che mantenne dall'agosto 1721 all'agosto 1727).
Successivamente, si trasferì a Venezia, dove nel 1744 dipinse quadri con battaglie, paesaggi, fortezze, combattimenti per decorare una grande Sala di Casa Capello. Tra i suoi clienti, aveva il meglio dell'aristocrazia inglese. Divenne il pittore ufficiale del comandante Johann Matthias von der Schulenburg, soldato di professione, e lo seguì nelle sue campagne militari dipingendo un gran numero di scontri di cavalleria.
Il suo particolare stile, caratterizzato da pennellate rapide e dall'uso di colori vivaci, si formò sotto l'influenza della contemporanea scuola veneziana, in particolare del pittore paesaggista Marco Ricci.
Altre peculiarità di questo artista sono la tendenza a realizzare figure elegantemente allungate e dinamicamente sinuose, l'attenzione ai particolari paesaggistici e architettonici anche di stile classico, la profondità del paesaggio che si perde all'infinito, la linea dell'orizzonte quasi indefinita per il confondersi di cielo e terra, la drammaticità e il realismo in cui si nota l'influenza di Salvator Rosa.
Fu suo allievo il paesaggista e pittore di battaglie veneto Giuseppe Zais.